# Emisja spalin
Emisja spalin – druga solowa płyta AbradAba. Wydana została 1 grudnia 2005 roku. Gościnnie pojawili się na nim Joka, Gutek, Numer Raz i Czarne Złoto.
Nagrania dotarły do 38. miejsca listy OLiS. W 2006 roku album uzyskał nominację do nagrody polskiego przemysłu fonograficznego Fryderyka w kategorii "najlepszy album hip-hop/R&B".

## Lista utworów
Opracowano na podstawie źródła.
| #  | Tytuł                                  | Producent      | Uwagi | Czas |
| -- | -------------------------------------- | -------------- | --- | ---- |
| 1  | "Dźwięk"                               | AbradAb        | | 0:21 |
| 2  | "Emisja spalin"                        | AbradAb        | | 3:10 |
| 3  | "Rap to nie zabawa już" (gośc. Joka)   | DJ Feel-X      | - Gitara basowa: Sebastian Skalski - Gitara: Sebastian Skalski - Keyboard: Michał "Fox" Krół - Scratche: DJ Feel-X | 4:16 |
| 4  | "Nieśmiertelność (muzyka daje)"        | Jajonasz       | - Scratche: DJ Feel-X                                                                                              | 4:07 |
| 5  | "38 mln ziomów"                        | Gutek, AbradAb | - Scratche: DJ Feel-X                                                                                              | 4:12 |
| 6  | "Hasło"                                | Jajonasz       | - Scratche: DJ Bart                                                                                                | 4:50 |
| 7  | "Kumam" (gośc. Numer Raz, Gutek)       | Jajonasz       | - Scratche: DJ Feel-X, DJ Bart                                                                                     | 3:55 |
| 8  | "Augustus (dla mojej córki kawałek)"   | Augustus Pablo | - Gitara basowa: Ryszard Łabul - Bębny: Tomasz Kubik - Gitara: Krzysztof Sak - Keyboard: Przemysław Filipkowski    | 3:00 |
| 9  | "Kiedy zaczynasz" (gośc. Czarne Złoto) | Jajonasz       | - Scratche: DJ Feel-X, DJ Bart                                                                                     | 5:08 |
| 10 | "Zielona eminencja"                    | Żusto          | - Scratche: DJ Feel-X                                                                                              | 3:06 |
| 11 | "Pętla"                                | AbradAb        | | 2:10 |
| 12 | "Emisja spalin (IGS Rmx)"              | IGS            | - Scratche: DJ Feel-X, DJ Bart                                                                                     | 3:30 |
| 13 | "Pozdro pozdro"                        | IGS            | - Scratche: DJ Feel-X, DJ Bart                                                                                     | 0:54 |